# Cerithiopsis vicola
Cerithiopsis vicola är en snäckart som beskrevs av Dall och Bartsch 1911. Cerithiopsis vicola ingår i släktet Cerithiopsis och familjen Cerithiopsidae. Inga underarter finns listade i Catalogue of Life.